# 박기영 (1958년)
박기영(朴基榮, 1958년 10월 4일 ~ )은 대한민국의 생물학자 겸 저술가이자 정무직공무원이다.

## 주요 이력
연세대학교에서 학사, 석사, 박사를 모두 마쳤으며, 식물 생리학과 식물 분자 생물학이 주요 연구분야이다. 순천대학교 자연과학대학 생물학과 교수이며, 참여정부 시절 대통령비서실 정보과학기술보좌관을 역임했다. 2017년 8월 7일, 문재인 정부에서 과학기술정보통신부 과학기술혁신본부장으로 임명되었으나, 시민, 과학계 등 각계의 반대로 나흘만인 11일 자진 사퇴하였다.

## 논란

### 황우석 사건
참여정부 대통령비서실 정보과학기술보좌관 재직 당시, 나중에 논문 조작으로 밝혀진 2004년 황우석 교수팀의 사이언스 논문에 기여한 사실이 없는데도 공동저자로 이름을 올렸으며, 결국 황 전 교수의 논문 조작 사태에 대한 정치적 책임을 지고 2006년 초 불명예 퇴진하여 순천대 교수로 복직했다.
2001~2003년 순천대 교수로 재직하면서 '사회적 영향평가·윤리적 고찰'이라는 세부과제 수행 명목으로 황 교수로부터 연구비 2억 5000만원을 지원받은 점 등이 드러나 물의를 빚었다. 특히 황우석 교수가 연구 윤리에 위배되는 난자 매매 등을 시인했을 당시에도 "비윤리적 난자 확보와 무관하다"고 주장해 파문을 키웠다.
이른바 황금박쥐(황우석, 김병준, 박기영, 진대제) 멤버로 황 교수의 줄기세포 프로젝트에 대한 국가 차원의 후원을 주도하며 노무현 전 대통령에게 제대로 된 보고를 하지 않았다는 비판도 받았다.

### 과학기술혁신본부장 임명
문재인 대통령이 8월 7일 박기영 교수를 차관급인 과학기술정보통신부 과학기술혁신본부 본부장으로 임명한 것에 대해서 논란이 발생하였다. 민주노총 산하 공공연구노조는 8월 8일 성명을 내고 “박 본부장 임명은 한국사회 과학 공동체에 대한 모욕이며, 과학기술체제 개혁의 포기를 의미한다”며 임명 철회를 요구하였다.
8월 10일 박기영 본부장은 자진 사퇴의 거부를 표명하고, 황우석 사건에 대해서 사과하였다. 청와대는 박기영 본부장에게 "과도 있지만 공도 있다"면서 노무현 정부의 과학기술 부총리와 과학기술본부 신설의 주역이고, 당시 정보기술(IT)과 과학기술 경쟁력이 가장 높았다는 점에서 공도 있다”고 해명하였다.
서울대학교 자연대학·의과대학·수의과대학 교수들이 중심이 된 '박기영 과학기술혁신본부장 사퇴를 요구하는 서울대 교수 32인'은 8월 11일 "황우석 사태의 어두운 그림자가 새 정부가 나아갈 길에 어른거려서는 곤란하다."며 성명서를 발표하고 사퇴를 촉구하였다.

## 학력
- 1977년 ~ 1981년: 연세대학교 생물학 학사
- 1983년 ~ 1985년: 연세대학교 생물학 석사
- 1987년 ~ 1990년: 연세대학교 식물생리학 박사

### 비학위 수료
- 1990년 ~ 1992년: 퍼듀대학교 원예학과 박사후연구원

## 약력
- 1994년 ~ 1998년 : 순천대학교 생물학과 조교수
- 1998년 ~ 2000년 : 순천대학교 생물학과 부교수
- 2001년 ~ 2004년 : 순천대학교 생명과학부 부교수, 교수
- 2002년 ~ 2003년 : 대통령직인수위원회 경제2분과위원회 위원
- 2004년 1월 ~ 2006년 : 대통령비서실 정보과학기술보좌관
- 2006년 2월 ~ 현재 : 순천대학교 생물학과 교수
- 2017년 8월 7일 ~ 8월 11일 : 과학기술정보통신부 과학기술혁신본부 본부장

## 저서
- 제4차 산업혁명과 과학기술 경쟁력, 한울아카데미, 2017년
- 생명과학, 탐구당, 2002년
- 식물생리학, 지구문화사, 2000년
- 킴볼생물학, 탐구당, 1997년

## 역대 선거 결과
| 실시년도 | 선거   | 대수 | 직책     | 선거구   | 정당         | 득표수       | 득표율          | 순위          | 당락 | 비고         |
| -------- | ------ | ---- | -------- | -------- | ------------ | ------------ | --------------- | ------------- | ---- | ------------ |
| 2016년   | 총선   | 20대 | 국회의원 | 비례대표 | 더불어민주당 | 6,069,744 표 | \| \| 25.54% \| | 비례대표 23번 | 없음 | 승계 전 사퇴 |
|          | 25.54% |      |          |          |              |              |                 |               |      |              |